# Алегриа
Алегри́а (исп. alegría букв. «радость», мн.ч. alegrías) — жанр фламенко (palo) с 12-ти дольным ритмом, схожая с жанром солеа́. В классификации стилей фламенко относится к классу cante chico. 
Сильные и слабые доли такта находятся в следующей последовательности: 1 2 [3] 4 5 [6] 7 [8] 9 [10] 11 [12]. Алегриас родом из Кадиса. Этот стиль входит в группу Cantiñas palos (исп.: народные песенки) и обычно исполняется в быстром темпе (120-170 ударов в минуту). Мелодии с подобным темпом, как правило, используются для танцев, в то время как медленные мелодии Алегриас более предпочтительны для пения.
Алегриас — стиль фламенко с очень строгой структурой, традиционный танец данного стиля должен содержать каждую из следующих частей: a salida (выход), paseo (прогулка), silencio (схож с адажио в балете), castellana (слабая доля такта) zapateado (букв.: "танец башмаков") и булериас. Данная структура не обязательна, если исполняется только песня в стиле Алегриас (без танца). В таком случае, части танца объединяются в произвольном порядке, иногда с использованием других типов cantiñas (исп.: народные песенки).
Рекомендованные к прослушиванию palo данного стиля большей частью принадлежат певцам из Кадиса (напр. Чано Лобато, La Perla de Cádiz, Аурелио Селле), но кроме того включают и певцов родом не из данной местности (напр., Маноло Караколь или La Niña de los Peines).
Также для ознакомления с Алегриас рекомендуются к прослушиванию композиции: "Mar Amargo" — Camarón и "La Tarde es Caramelo" — Винсенте Амиго.